# Ch-15
Raduga Ch-15 nebo RKV-15 (v kódu NATO AS-16 "Kickback" rusky Х-15) je sovětská/ruská hypersonická balistická střela typu vzduch-země. Byla považována za sovětskou odpověď na americkou raketu AGM-69A SRAM.
Střela Ch-15 může být nesena strategickými bombardéry Tu-160 a Tu-22M3. Byla určena k průniku a zničení protiletadlových systémů dlouhého dosahu (Patriot, Hawk) a také stacionárních pozemních cílů.

## Vznik a vývoj

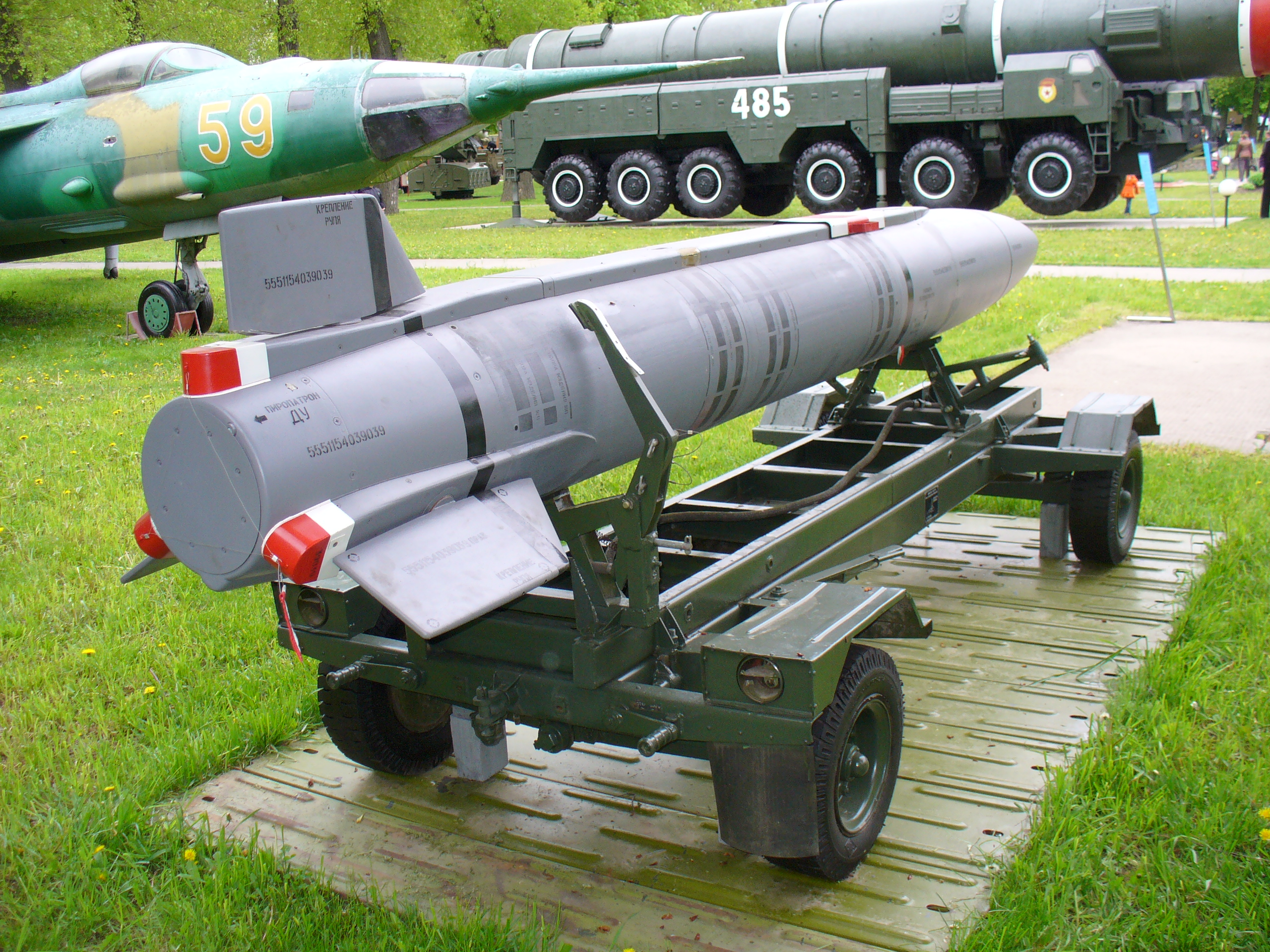
Zadní pohled na Ch-15

Vývoj rakety Ch-15 byl zahájen v konstrukční kanceláři Raduga pod vedením hlavního konstruktéra I.S. Selezněva. První prototypy byly vyrobeny v roce 1978 a následně začaly testy na letounu Tu-22M. Základní verze Ch-15 s jadernou hlavicí byla zavedena do výzbroje v roce 1980. Sériová výroba probíhala ve strojírenském závodě v Dubně.
Později vznikla vylepšená verze Ch-15P, která byla vybavena pasivním radarovým naváděcím systémem a vysoce výbušnou fragmentační hlavicí. Tato raketa, určená k ničení nepřátelských radarů, byla sovětským letectvem objednána v roce 1988. Následně jí byly vyzbrojené bombardéry Tu-160 z 184. gardového těžkého bombardovacího leteckého pluku a z 1230. gardového těžkého bombardovacího leteckého pluku, jakož i letadla Tu-22M3 z 37 . letecké armády.
Existence raket Ch-15 nebyla veřejnosti známa až do března 1992, kdy byly tyto rakety prezentovány na vládní výstavě na letišti Mačulišči. Je zajímavé, že jejich technické specifikace byly v té době značně podhodnoceny a například uváděn dolet Ch-15 byl pouze 150 km, což byla jen polovina jejího reálného dosahu.
S postupným vylepšováním vlastností systémů protivzdušné obrany již nebylo možné nasadit rakety Ch-15 z bezpečné vzdálenosti. Letadla včasné výstrahy a řízení (AWACS) dokázala ruské bombardéry detekovat dokonce i v malé nadmořské výšce už na vzdálenost 700 km, přičemž stíhací letadla je mohla zachycovat na vzdálenost až 550 - 600 km. Zároveň k vypuštění každé Ch-15 potřeboval bombardér 11 sekund. Proto, pokud chtěl odpálit všech deset raket, musel letět směrem k cíli poměrně dlouhou dobu, čímž se dostal do zóny dosahu protiletadlových systémů. Vystřílet všechnu tuto munici z bombardéru Tu-160, který by mohl nést až 24 raket Ch-15, by bylo prakticky nemožné.
Během provozu si Ch-15 získala reputaci jako "bezporuchová zbraň", která dokáže letět po zadané trajektorii a zasáhnout cíl. Technický personál měl však na tuto raketu jiný názor. Jejich osazení na závěsníky v pumovnici bylo složité a problematické bylo i jejich zavěšení pod křídly. Pro uchycení na podkřídelní AKU závěsníky bylo třeba se dostat do křídla, kde se mohl člověk sotva otočit. Obzvláště komplikované to bylo v zimě, kdy se personál mohl dostat do tohoto stísněného prostoru jen po odstranění teplého oblečení a musel tak pracovat při nízkých teplotách jen v jedné košili.
Postupem času se objevil další problém, kterým byla omezena životnost raketového paliva. Američané byli z těchto důvodů nuceni vyřadit své rakety AGM-69A SRAM již po uplynutí desetiletého životního cyklu. Podobný osud dostihl i ruské rakety Ch-15 hned na začátku 21. století. Aby nemusely být tyto rakety zničeny, bylo po roce 2000 rozhodnuto, že stávající rezervy Ch-15 budou využity při intenzivním bojovém výcviku.

## Konstrukce a vlastnosti

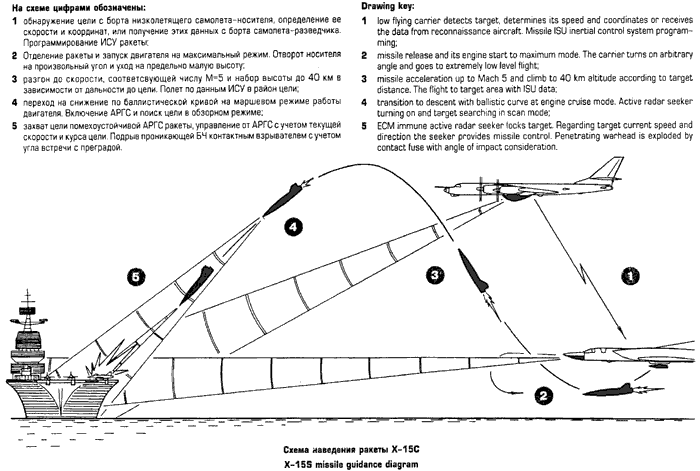
Profil letu rakety Ch-15

Raketa měla bezkřídelní konstrukci s plně otočnými ocasními plochami. Měla hmotnost 1 200 kg, délku 4,78 m a průměr 45,5 cm. Ch-15 dosahovala během letu rychlost až 5 Machů, kvůli čemuž byla vystavena vysokému aerodynamickému a tepelnému zatížení. Proto byla vyrobena z titanu OT4-1 a BT-5, který jí zajišťoval požadovanou tepelnou ochranu. Trup rakety byl pokryt speciálním metalickým nátěrem, který zlepšoval její odrazové vlastnosti při ozáření radarem. Kapotáž v přední části rakety byla z dvouvrstvých kompozitních materiálů.
Pohon Ch-15 zabezpečoval dvoustupňový raketový motor na tuhé palivo RDTT-160. První stupeň umožňoval raketě vystoupat do výšky 40 km a po spuštění druhého stupně letěla po balistické křivce. Maximální dolet rakety byl 300 km. Na cíl ve vzdálenosti 200 km letěla Ch-15 přibližně 180-200 sekund. Systémy protivzdušné obrany protivníka tak měly pouze krátký čas na zareagování a eliminaci rakety komplikoval i profil jejích letu ve vysokých nadmořských výškách.
Bombardér mohl Ch-15 vypustit ve výškách od 300 m do 22 000 m. Rychlost nosiče při vyhození rakety mohla být od 1 080 km/h do 2160 km/h.
Základní verze byla vybavena jadernou hlavicí o síle 350 kilotun.
Rakety mohly být neseny v pumovnici letadla na rotačních závěsnících MKU-6-1 nebo na externích závěsnících AKU-1.

## Varianty
Ch-15 - základní verze s jadernou hlavicí, která byla zavedena do výzbroje v roce 1980.
Ch-15P - vylepšená verze, která byla vybavena pasivním radarovým naváděcím systémem a výbušnou tříštivotrhavou hlavicí. S jejím zaváděním do výzbroje se začalo v roce 1988.
Ch-15S - protilodní verze, která byla představena na výstavě v Abú Zabí v roce 1993. Raketa byla vybavena vysoce výbušnou hlavicí s hmotností 150 kg a byla určena k ničení válečných lodí různých tříd (od torpédoborců po křižníky). V počáteční fázi letu byla raketa naváděná inerciálním navigačním systémem a ve finální fázi se spustil aktivní naváděcí systém. Útok na velký cíl mohl být proveden ze vzdálenosti 150 km, na menší lodě z 50–60 km.

## Uživatelé
- Rusko
  - Vojenské vzdušné síly Ruské federace
- Sovětský svaz
  - Sovětské letectvo